# 扎魯金齊 (涅米羅夫區)
48°55′39″N 28°55′50″E / 48.92750°N 28.93056°E
扎魯金齊（烏克蘭語：Зарудинці），是烏克蘭西南部的村莊，隸屬文尼察州的文尼察區。該村始建於1750年，面積1.09平方公里，海拔高度249米，2001年人口332，人口密度每平方公里303.75人。